# Decimo Lelio Balbo (console 46)
Decimo Lelio Balbo (in latino: Decimus Laelius Balbus; 10 circa – dopo il 46) è stato un magistrato, senatore e forse oratore romano, console dell'Impero romano.

## Biografia
Figlio o più probabilmente nipote dell'homo novus Decimo Lelio Balbo, console ordinario del 6 a.C. e suocero di Gaio Vibio Marso (console suffetto del 17 connesso a importanti famiglie), è incerto se Balbo possa essere identificato con il truce oratore attestato da Tacito in epoca tiberiana o con un suo figlio, fratello della Vestale Lelia morta nel 62. Questo, nel 37, aveva accusato di maiestas Acuzia, ex moglie di Publio Vitellio, ottenendone la condanna: al momento della concessione della ricompensa per l'oratore, però, il tribuno della plebe Giunio Otone esercitò il veto contro la mozione del senato, provocando l'odio dell'oratore e, in seguito, la propria rovina. In ogni caso, poco dopo, all'oratore furono comminate pene molto severe, come la relegazione su un'isola e la perdita dello status senatorio. In un momento indefinito della sua carriera oratoria, l'oratore, definito insignis, aveva anche difeso Lucio Voluseno Catulo insieme a Gneo Domizio Afro e a Gaio Sallustio Crispo Passieno, dando un'orazione conosciuta ancora da Quintiliano.
In ogni caso, della carriera di Balbo pochissimo è noto, ma l'unico incarico attestato lo vede al vertice dello stato romano: egli è infatti attestato come console suffetto al fianco di Marco Giunio Silano per il periodo da luglio ad agosto del 46. È stato proposto che l'oratore tiberiano possa essere ritornato a Roma, riammesso nel senato dopo la morte di Giunio Otone, forse grazie ad un'amnistia di Caligola o Claudio, e asceso fino al consolato.
In ogni caso, dopo il suo consolato Balbo scompare dalla storia, a meno che non sia da riconoscere il VIIvir epulonum registrato su un'epigrafe.